# Gens Cíncia
La gens Cíncia (en llatí Cincia gens) va ser una gens romana d'origen plebeu, de caràcter secundari a la història de Roma.
Cap dels seus membres va arribar a cònsol romà. El primer Cincius que va guanyar una magistratura curul va ser Luci Cinci Aliment, pretor l'any 209 aC. L'únic cognomen que van utilitzar va ser Alimentus.
Altres membres d'aquesta gens van ser:
- Marc Cinci Aliment, tribú de la plebs l'any 204 aC.
- Marc Cinci, pretor urbà de Pisa l'any 194 aC.
- Luci Cinci, procurator de Tit Pomponi Àtic mencionat amb freqüència per Ciceró.[2]
- Cinci, a qui es va confiar el govern de Síria l'any 63 durant el govern de Gneu Domici Corbuló.[3]